# Llista d'asteroides/155401-155500
| Nom      | Designació provisional | Data de descobriment   | Lloc de descobriment | Descobridor/s                    |
| -------- | ---------------------- | ---------------------- | -------------------- | -------------------------------- |
| 155401 - | 1995 UM14              | 17 d'octubre de 1995   | Kitt Peak            | Spacewatch                       |
| 155402 - | 1995 UZ17              | 18 d'octubre de 1995   | Kitt Peak            | Spacewatch                       |
| 155403 - | 1995 UC19              | 19 d'octubre de 1995   | Kitt Peak            | Spacewatch                       |
| 155404 - | 1995 UX38              | 22 d'octubre de 1995   | Kitt Peak            | Spacewatch                       |
| 155405 - | 1995 VH9               | 14 de novembre de 1995 | Kitt Peak            | Spacewatch                       |
| 155406 - | 1995 VS9               | 15 de novembre de 1995 | Kitt Peak            | Spacewatch                       |
| 155407 - | 1995 XB4               | 14 de desembre de 1995 | Kitt Peak            | Spacewatch                       |
| 155408 - | 1995 YF7               | 16 de desembre de 1995 | Kitt Peak            | Spacewatch                       |
| 155409 - | 1995 YN7               | 16 de desembre de 1995 | Kitt Peak            | Spacewatch                       |
| 155410 - | 1996 CE2               | 15 de febrer de 1996   | Sormano              | P. Sicoli, P. Ghezzi             |
| 155411 - | 1996 DG3               | 28 de febrer de 1996   | Cloudcroft           | W. Offutt                        |
| 155412 - | 1996 FO10              | 20 de març de 1996     | Kitt Peak            | Spacewatch                       |
| 155413 - | 1996 HS19              | 18 d'abril de 1996     | La Silla             | E. W. Elst                       |
| 155414 - | 1996 HQ24              | 20 d'abril de 1996     | La Silla             | E. W. Elst                       |
| 155415 - | 1996 JZ5               | 11 de maig de 1996     | Kitt Peak            | Spacewatch                       |
| 155416 - | 1996 KJ2               | 17 de maig de 1996     | Kitt Peak            | Spacewatch                       |
| 155417 - | 1996 RC7               | 5 de setembre de 1996  | Kitt Peak            | Spacewatch                       |
| 155418 - | 1996 SQ2               | 19 de setembre de 1996 | Kitt Peak            | Spacewatch                       |
| 155419 - | 1996 TG34              | 10 d'octubre de 1996   | Kitt Peak            | Spacewatch                       |
| 155420 - | 1996 VJ10              | 4 de novembre de 1996  | Kitt Peak            | Spacewatch                       |
| 155421 - | 1996 VT22              | 9 de novembre de 1996  | Kitt Peak            | Spacewatch                       |
| 155422 - | 1996 XR16              | 4 de desembre de 1996  | Kitt Peak            | Spacewatch                       |
| 155423 - | 1997 AZ19              | 10 de gener de 1997    | Kitt Peak            | Spacewatch                       |
| 155424 - | 1997 BL5               | 31 de gener de 1997    | Kitt Peak            | Spacewatch                       |
| 155425 - | 1997 ER6               | 3 de març de 1997      | Kitt Peak            | Spacewatch                       |
| 155426 - | 1997 GU13              | 3 d'abril de 1997      | Socorro              | LINEAR                           |
| 155427 - | 1997 LO5               | 1 de juny de 1997      | Kitt Peak            | Spacewatch                       |
| 155428 - | 1997 MU2               | 28 de juny de 1997     | Socorro              | LINEAR                           |
| 155429 - | 1997 MB8               | 29 de juny de 1997     | Kitt Peak            | Spacewatch                       |
| 155430 - | 1997 NS5               | 7 de juliol de 1997    | Kitt Peak            | Spacewatch                       |
| 155431 - | 1997 QL2               | 30 d'agost de 1997     | Haleakala            | NEAT                             |
| 155432 - | 1997 SS2               | 25 de setembre de 1997 | Ondřejov             | M. Wolf, P. Pravec               |
| 155433 - | 1997 UQ4               | 18 d'octubre de 1997   | Xinglong             | BAO Schmidt CCD Asteroid Program |
| 155434 - | 1997 VQ8               | 3 de novembre de 1997  | Xinglong             | BAO Schmidt CCD Asteroid Program |
| 155435 - | 1997 WN6               | 23 de novembre de 1997 | Kitt Peak            | Spacewatch                       |
| 155436 - | 1997 WZ24              | 28 de novembre de 1997 | Kitt Peak            | Spacewatch                       |
| 155437 - | 1998 DE                | 17 de febrer de 1998   | Bédoin               | P. Antonini                      |
| 155438 - | 1998 DV                | 18 de febrer de 1998   | Kleť                 | Kleť                             |
| 155439 - | 1998 DF24              | 21 de febrer de 1998   | Kitt Peak            | Spacewatch                       |
| 155440 - | 1998 FN8               | 21 de març de 1998     | Kitt Peak            | Spacewatch                       |
| 155441 - | 1998 FP10              | 24 de març de 1998     | Caussols             | ODAS                             |
| 155442 - | 1998 HN9               | 18 d'abril de 1998     | Kitt Peak            | Spacewatch                       |
| 155443 - | 1998 HX14              | 17 d'abril de 1998     | Kitt Peak            | Spacewatch                       |
| 155444 - | 1998 HJ35              | 20 d'abril de 1998     | Socorro              | LINEAR                           |
| 155445 - | 1998 HL35              | 20 d'abril de 1998     | Socorro              | LINEAR                           |
| 155446 - | 1998 HK40              | 20 d'abril de 1998     | Socorro              | LINEAR                           |
| 155447 - | 1998 HN41              | 19 d'abril de 1998     | Kitt Peak            | Spacewatch                       |
| 155448 - | 1998 HB43              | 24 d'abril de 1998     | Kitt Peak            | Spacewatch                       |
| 155449 - | 1998 HV94              | 21 d'abril de 1998     | Socorro              | LINEAR                           |
| 155450 - | 1998 HT119             | 23 d'abril de 1998     | Socorro              | LINEAR                           |
| 155451 - | 1998 HV134             | 19 d'abril de 1998     | Socorro              | LINEAR                           |
| 155452 - | 1998 HN150             | 20 d'abril de 1998     | Socorro              | LINEAR                           |
| 155453 - | 1998 HS154             | 19 d'abril de 1998     | Socorro              | LINEAR                           |
| 155454 - | 1998 MU18              | 19 de juny de 1998     | Caussols             | ODAS                             |
| 155455 - | 1998 ML24              | 29 de juny de 1998     | Kitt Peak            | Spacewatch                       |
| 155456 - | 1998 QQ62              | 27 d'agost de 1998     | Xinglong             | BAO Schmidt CCD Asteroid Program |
| 155457 - | 1998 QK103             | 26 d'agost de 1998     | La Silla             | E. W. Elst                       |
| 155458 - | 1998 QL111             | 17 d'agost de 1998     | Socorro              | LINEAR                           |
| 155459 - | 1998 RS6               | 12 de setembre de 1998 | Kitt Peak            | Spacewatch                       |
| 155460 - | 1998 RB14              | 14 de setembre de 1998 | Kitt Peak            | Spacewatch                       |
| 155461 - | 1998 RV37              | 14 de setembre de 1998 | Socorro              | LINEAR                           |
| 155462 - | 1998 RG42              | 14 de setembre de 1998 | Socorro              | LINEAR                           |
| 155463 - | 1998 RM53              | 14 de setembre de 1998 | Socorro              | LINEAR                           |
| 155464 - | 1998 RU70              | 14 de setembre de 1998 | Socorro              | LINEAR                           |
| 155465 - | 1998 RE79              | 14 de setembre de 1998 | Socorro              | LINEAR                           |
| 155466 - | 1998 SJ9               | 17 de setembre de 1998 | Xinglong             | BAO Schmidt CCD Asteroid Program |
| 155467 - | 1998 SO20              | 21 de setembre de 1998 | Kitt Peak            | Spacewatch                       |
| 155468 - | 1998 SM65              | 20 de setembre de 1998 | La Silla             | E. W. Elst                       |
| 155469 - | 1998 SB81              | 26 de setembre de 1998 | Socorro              | LINEAR                           |
| 155470 - | 1998 SH88              | 26 de setembre de 1998 | Socorro              | LINEAR                           |
| 155471 - | 1998 SC97              | 26 de setembre de 1998 | Socorro              | LINEAR                           |
| 155472 - | 1998 SY98              | 26 de setembre de 1998 | Socorro              | LINEAR                           |
| 155473 - | 1998 SW104             | 26 de setembre de 1998 | Socorro              | LINEAR                           |
| 155474 - | 1998 SO124             | 26 de setembre de 1998 | Socorro              | LINEAR                           |
| 155475 - | 1998 SP131             | 26 de setembre de 1998 | Socorro              | LINEAR                           |
| 155476 - | 1998 SX141             | 26 de setembre de 1998 | Socorro              | LINEAR                           |
| 155477 - | 1998 SG149             | 26 de setembre de 1998 | Socorro              | LINEAR                           |
| 155478 - | 1998 SY162             | 26 de setembre de 1998 | Socorro              | LINEAR                           |
| 155479 - | 1998 TG2               | 13 d'octubre de 1998   | Caussols             | ODAS                             |
| 155480 - | 1998 TK2               | 13 d'octubre de 1998   | Caussols             | ODAS                             |
| 155481 - | 1998 TJ25              | 14 d'octubre de 1998   | Kitt Peak            | Spacewatch                       |
| 155482 - | 1998 TF38              | 10 d'octubre de 1998   | Anderson Mesa        | LONEOS                           |
| 155483 - | 1998 UC27              | 18 d'octubre de 1998   | La Silla             | E. W. Elst                       |
| 155484 - | 1998 US34              | 28 d'octubre de 1998   | Socorro              | LINEAR                           |
| 155485 - | 1998 VY11              | 10 de novembre de 1998 | Socorro              | LINEAR                           |
| 155486 - | 1998 VT56              | 11 de novembre de 1998 | Anderson Mesa        | LONEOS                           |
| 155487 - | 1998 WP8               | 27 de novembre de 1998 | Cocoa                | I. P. Griffin                    |
| 155488 - | 1998 WJ35              | 18 de novembre de 1998 | Kitt Peak            | Spacewatch                       |
| 155489 - | 1998 XA8               | 9 de desembre de 1998  | Kitt Peak            | Spacewatch                       |
| 155490 - | 1998 XF27              | 15 de desembre de 1998 | Socorro              | LINEAR                           |
| 155491 - | 1998 YR7               | 24 de desembre de 1998 | Catalina             | CSS                              |
| 155492 - | 1999 AD15              | 8 de gener de 1999     | Kitt Peak            | Spacewatch                       |
| 155493 - | 1999 BZ26              | 16 de gener de 1999    | Kitt Peak            | Spacewatch                       |
| 155494 - | 1999 CY16              | 10 de febrer de 1999   | Socorro              | LINEAR                           |
| 155495 - | 1999 CW33              | 10 de febrer de 1999   | Socorro              | LINEAR                           |
| 155496 - | 1999 CF34              | 10 de febrer de 1999   | Socorro              | LINEAR                           |
| 155497 - | 1999 CL91              | 10 de febrer de 1999   | Socorro              | LINEAR                           |
| 155498 - | 1999 CO102             | 12 de febrer de 1999   | Socorro              | LINEAR                           |
| 155499 - | 1999 EU6               | 14 de març de 1999     | Kitt Peak            | Spacewatch                       |
| 155500 - | 1999 EN12              | 15 de març de 1999     | Socorro              | LINEAR                           |